# Уорд, Джон, граф Дадли
Джон Уильям Уорд, граф Дадли (англ. John Ward, 1st Earl of Dudley; 9 августа 1781 — 6 марта 1833, Лондон, Соединённое королевство Великобритании и Ирландии) — британский аристократ и пэр, государственный и политический деятель, рабовладелец. Министр иностранных дел Великобритании с 30 апреля 1827 по 2 июня 1828 год.

## Происхождение и образование
Дадли был сыном Уильяма Уорда, 3-го виконта Дадли и Уорда и его жены Джулии Босвилл, и получил образование в Оксфордском университете (начав учиться в Ориэл-колледже в 1798 году и перейдя в колледж Корпус-Кристи в Оксфорде как студент, не получающий стипендии, в 1800 году).

## Политическая карьера
Дадли был избран в Палату общин в 1802 году как один из двух представителей Даунтона. Он занимал это место до 1803 года, а затем представлял Вустершир с 1803 года по 1806 год, Питерсфилд с 1806 года по 1807 год, Уэрхэм с 1807 года по 1812 год, Илчестер с 1812 года по 1819 год и Боссини с 1819 года по 1823 год. В последнем году он наследовал своему отцу в звании пэра и занял свое место в Палате лордов.
В 1827 году Уорд был назначен министром иностранных дел в кабинете Джорджа Каннинга, этот пост он занимал также в кабинетах лорда Годрича и герцога Веллингтона, уйдя в отставку в мае 1828 года. В 1827 году он был принят в Тайный совет и создан виконтом Эднамом из Эднама, в графстве Роксбург и графом Дадли из замка Дадли, в графстве Стаффорд. Будучи министром иностранных дел, Уорд был всего лишь пустым местом, но он был человеком весьма образованным и имел известность как писатель и оратор. Дадли проявил интерес к основанию Лондонского университета, а его письма Эдварду Коплстону, епископу Лландаффа, были опубликованы епископом в 1840 году.

## Рабовладелец
Дадли был замешан в трех разных делах: у него было 665 рабов на Ямайке, а его поместье на тот момент было присуждено к выплате в размере 12 728 фунтов стерлингов (стоимостью 1,29 миллиона фунтов стерлингов в 2024 году).

## Личная жизнь
Граф Дадли скончался неженатым 6 марта 1833 года в возрасте 51 года. Два его виконтства и графство угасли после его смерти, а его младший титул барона Уорда наследовал его троюродный брат преподобный Уильям Хамбл Уорд.

## Промышленные поместья
Будучи лордом Дадли, Джон Уорд унаследовал земли, богатые полезными ископаемыми в регионе Черная страна в Англии, которые включали угольные и известняковые шахты и топки. Соглашение о строительстве железнодорожной линии было подписано в 1827 году Джеймсом Фостером, местным мастером по производству железа, и Фрэнсисом Даунингом, минеральным агентом Джона Уильяма Уорда. Линия соединила некоторые угольные шахты, принадлежавшие поместью Дадли, с каналами Стаффордшир и Вустершир. Линия открылась в июне 1829 года и эксплуатировалась первым паровозом Agenoria. Эта линия позже была соединена с сетью частных железных дорог, принадлежавших преемникам Джона Уорда, которые стали известны как Железная дорога графа Дадли.
Джон Уильям Уорд унаследовал поместья на Ямайке от своей бабушки Мэри, виконтессы Дадли и Уорд, на которых находились порабощенные люди. После освобождения рабов в 1833 году поместье Дадли получило компенсацию за освобожденных рабов (граф к этому времени умер).

## Работы
Письма Уорда Хелен Д'Арси Стюарт были опубликованы как «Письма Айви» от первого графа Дадли в 1905 году.

## Титулы
- достопочтенный Джон Уорд с 1788 по 1823 год;
- 4-й виконт Дадли и Уорд с 1823 по 1827 год;
- 1-й граф Дадли с 1827 по 1833 год.